# Language Lessons

Language Lessons est un film américain réalisé par Natalie Morales, sorti en 2021.

## Synopsis
Un professeur d'espagnol et son élève développent une amitié inattendue.

## Fiche technique
- Titre : Language Lessons
- Réalisation : Natalie Morales
- Scénario : Natalie Morales et Mark Duplass
- Musique : Gaby Moreno
- Photographie : Jeremy Mackie
- Montage : Aleshka Ferrero
- Production : Will Dowsett, Ashley Edouard et Mel Eslyn
- Société de production : Duplass Brothers Productions
- Pays :  États-Unis
- Genre : Drame
- Durée : 91 minutes
- Dates de sortie : États-Unis : 10 septembre 2021

## Distribution
- Mark Duplass : Adam
- Natalie Morales : Carino
- Desean Terry : Will